# Sechelloscia mucronata
Sechelloscia mucronata är en kräftdjursart som beskrevs av Franco Ferrara och Stefano Taiti1983. Sechelloscia mucronata ingår i släktet Sechelloscia och familjen Philosciidae. Inga underarter finns listade i Catalogue of Life.